# Smilax celebica
Smilax celebica är en enhjärtbladig växtart som beskrevs av Carl Ludwig von Blume. Smilax celebica ingår i släktet Smilax och familjen Smilacaceae.
Artens utbredningsområde är Sulawesi. Inga underarter finns listade.